# پرومتازین
پرومتازین (به انگلیسی: Promethazine)
رده درمانی: آنتی‌هیستامینها
رده بارداری: C
اشکال دارویی: شربت و آمپول

## موارد مصرف
کاربرد اصلی پرومتازین برای درمان سرگیجه و آلرژی می‌باشد. همچنین در درمان اضطراب، به عنوان آرام بخش پیش از بیهوشی عمومی، بیماری مسافرت و کنترل تهوع حتی در خانمهای باردار نیز استفاده می‌گردد.

## موارد منع مصرف
به دلیل بروز دپرسیون تنفسی خطرناک این دارو نباید در کودکان کوچکتر از ۲ سال مصرف گردد و در کودکان ۲ سال و بزرگتر باید کمترین دوز مؤثر استفاده شود و از مصرف سایر داروهای مضعف تنفسی به همراه این دارو خودداری گردد. این دارو می‌تواند موجب بروز واکنش‌های پوستی حساسیت به نور گردد لذا در طول درمان، از قرار گرفتن در معرض نور مستقیم خورشید خودداری کنید و از کرمهای ضدآفتاب استفاده کنید. راه ترجیحی تجویز این دارو به صورت تزریق عمیق عضلانی می‌باشد اما در صورت مصرف وریدی، دارو باید در ۱۰ تا ۲۰ میلی‌لیتر نرمال سالین یا به نسبت یک به ۱۰ با آب مقطر رقیق گردد و به آهستگی از راه وریدی تزریق شود. از تزریق زیرجلدی و داخل شریانی دارو اجتناب نمایید. در صورت تغییر رنگ یا مشاهده وجود ذره در محلول تزریقی، از استفاده آن اجتناب نمایید. به دلیل عوارض کاهش یا قطع ترشح بزاق در اثر مصرف طولانی مدت این دارو، بهتر است در صورت مصرف طولانی مدت این دارو، بیمار از نظر سالم بودن دندان‌ها مورد معاینه قرار گیرد. در صورت افزایش دوز یا مصرف بیش از حد دارو، با یک مرکز کنترل مسمومیت تماس بگیرید.

## در موارد زیر باید با احتیاط مصرف گردد
سابقه حساسیت شدید به این دارو یا داروهای مشابه، کما، اختلالات دستگاه تنفسی شامل انسداد مزمن ریوی، آپنه، کودکان زیر ۲ سال.
در موارد ذیل با احتیاط مصرف گردد: مشکلات کلیوی مانند انسداد گردن مثانه، هایپرتروفی پروستات یا احتباس ادرار، دپرسیون مغز استخوان (افزایش ریسک لکوپنی و گرانولوسیتوز)، مشکلات و بیماری‌های قلبی – عروقی، آنسفالوپاتی، سندرم ری، صرع یا تشنج، گلوکوم با زاویه باز و بسته، نقص عملکرد کبدی، زردی یا یرقان.

## مکانیسم اثر
پرومتازین یک آنتی هیستامین نسل اول از گروه فنوتیازینها است و موجب بلوک گیرنده‌های هیستامین یک در بافت‌ها می‌شود. اثر آرام‌بخش و خواب‌آوری و ضد خارش آن نیز احتمالاً به دلیل خاصیت ضد هیستامینی می‌باشد. اثر ضد اضطراب این دارو احتمالاً ناشی از اثر آن بر نواحی زیر قشری CNS است. اثر ضد استفراغ نیز احتمالاً به اثر ضد موسکارینی (آنتی کولینرژیک) آن مربوط می‌شود. اثرات آنتاگونیستی بر گیرنده‌های دوپامین D2 و سروتونین 5-HT سی و آ و α1-adrenergic نیز دارد.

## عوارض جانبی
آثار تضعیف عصبی مانندخواب آلودگی، سرگیجه، خستگی مفرط، وزوز گوش و آثار ضد موسکارینی مانند خشکی دهان و تاری دید از عوارض شایع این دارو هستند. در بارداری با احتیاط مصرف شود و در زمان شیردهی منع مصرف دارد.